# Cantón de Annemasse
El cantón de Annemasse (en francés canton d'Annemasse) es una circunscripción electoral francesa situada en el departamento de Alta Saboya y la región de Auvernia-Ródano-Alpes.
Fue creado por el decreto n.º 2014-153 del 13 de febrero de 2014 que entró en vigor en el momento de la renovación general de asamblearios departamentales en marzo de 2015.

## Composición
El cantón está formado por tres comunas:
- Annemasse (bureau centralisateur)
- Ambilly
- Ville-la-Grand